# Alfa Romeo RL
O Alfa Romeo RL é um automóvel produzido pela construtora italiana Alfa Romeo entre 1922 e 1927. Foi o primeiro modelo desportivo da Alfa Romeo depois da I Guerra Mundial. O carro foi desenhado em 1921 por Giuseppe Merosi. Tinha um motor OHC com 6 cilindros em linha. Foram feitas três versões diferentes: a Normale, Turismo e Sport. o RL TF (Targa Florio) era a versão de corrida do RL - pesava metade das versões normais, tinha sete mancais principais em vez de quatro e dois carburadores. Em 1923, a equipa de corrida da Alfa Romeo tinha condutores como Ugo Sivocci, Antonio Ascari, Giulio Masetti e Enzo Ferrari. O RL de Sivocci tinha um símbolo com um trevo verde sobre fundo branco e quando ele ganhou a Targa Florio de 1923, esse símbolo tornou-se o amuleto da sorte da equipa da Alfa.
No total foram produzidos 2640 Alfa Romeo RL.

## Variantes
| Modelo                  | Disposição do motor | Potência         | Anos de produção |
| ----------------------- | ------------------- | ---------------- | ---------------- |
| RL Normale              | 2916 cc             | 56 cv (41,2 kW)  | (1922-1925)      |
| RL Turismo              | 2996 cc             | 61 cv (44,9 kW)  | (1925–1927)      |
| RL Sport                | 2996 cc             | 71 cv (52,2 kW)  | (1922-1927)      |
| RL Super Sport          | 2996 cc             | 71 cv (52,2 kW)  | (1922-1927)      |
| RL Super Sport Castagna | -                   | 84 cv (61,8 kW)  | -                |
| RL Super Sport Zagato   | -                   | 89 cv (65,5 kW)  | -                |
| RL Targa Florio         | 3154 cc             | 95 cv (69,9 kW)  | (1923)           |
| RL Targa Florio         | 2994 cc             | 90 cv (66,2 kW)  | (1924)           |
| RL Targa Florio         | 3620 cc             | 125 cv (91,9 kW) | (1924)           |

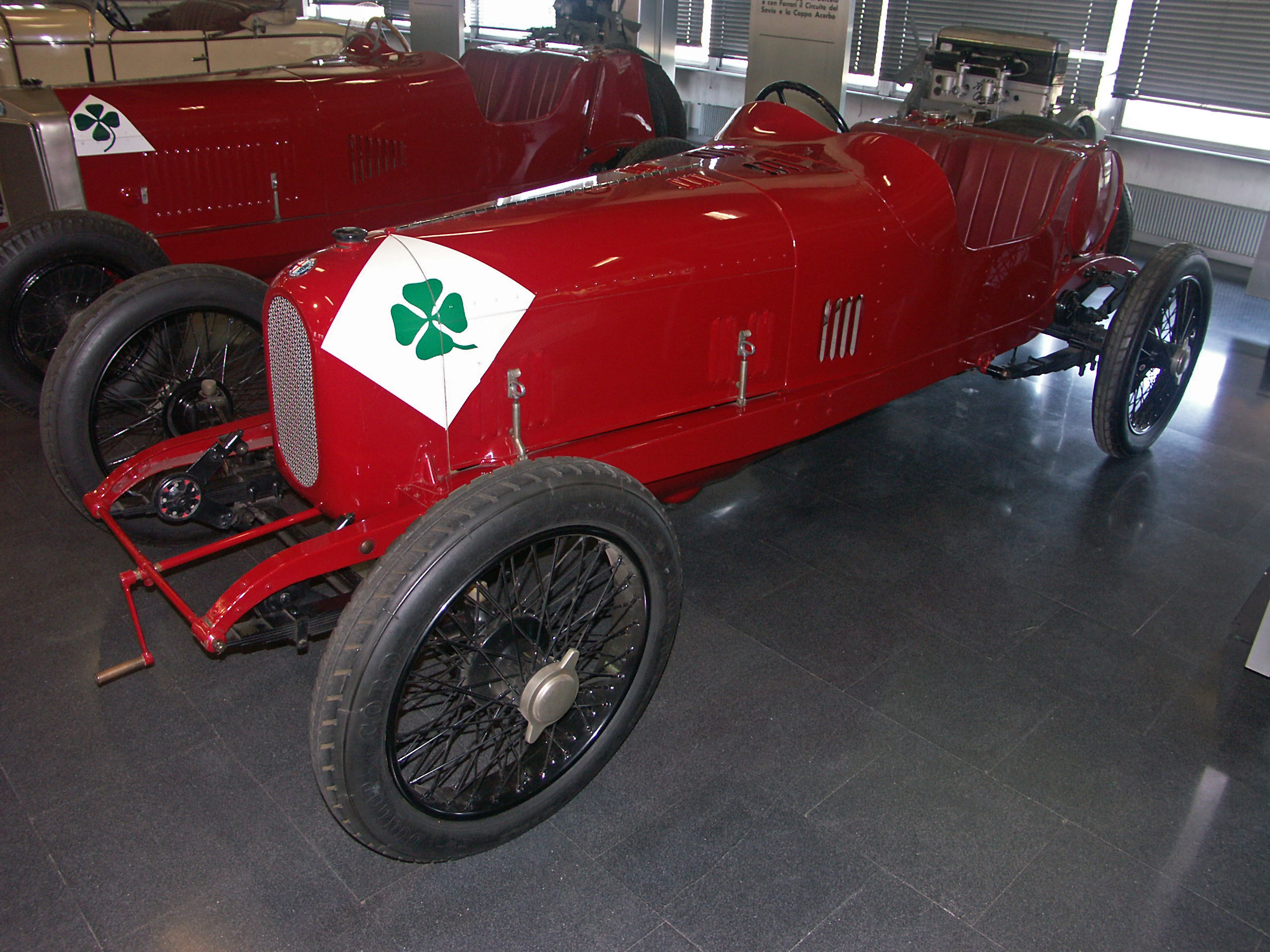
Alfa Romeo RL Targa Florio
- Pequeno vídeo do 1924 RL Targa Florio
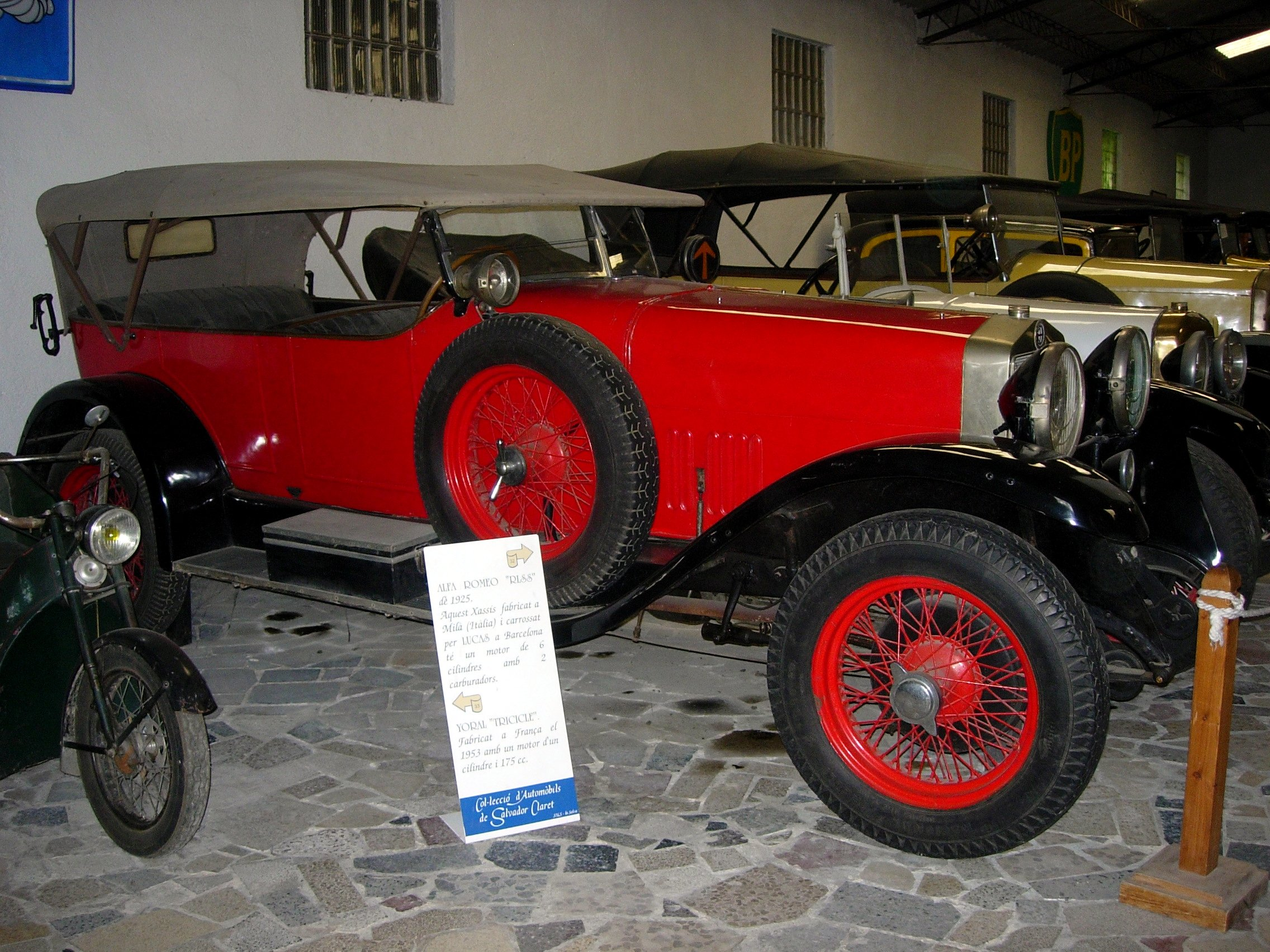
Alfa Romeo RL Super Sport